# Borhy László
Borhy László Rezső (Szombathely, 1963. április 24. –) Széchenyi-díjas régész, történész, ókortörténész, az Eötvös Loránd Tudományegyetem Bölcsészettudományi Kar Régészettudományi Intézet Ókori Régészeti Tanszékének egyetemi tanára, a Magyar Tudományos Akadémia rendes tagja. A római kori hadtörténet, a latin epigráfia és Pannonia provincia régészetének jelentős tudósa. 2015 és 2017 között az ELTE Bölcsészettudományi Kar dékánja, 2017. augusztus 1-jétől az egyetem rektora. 2018. július 1-jétől a Magyar Rektori Konferencia társelnöke.

## Munkássága
Kutatási területe a római provinciák régészete, Pannonia provincia régészete, római hadtörténet, latin epigraphia, római falfestészet.

## Művei

### Könyvek
- Brigetiói amphitheatrumok? Budapest: Pytheas Kiadó, 2009. 126 p. (ISBN 978-963-9746-61-9)
- Par domus est caelo: A tér- és időszimbolika elemei a római császárkori boltozat- és kupoladíszítő művészetben. Budapest: Pytheas Kiadó, 2007. 116 p. (ISBN 978-963-9746-03-9)
- Vezető Komárom város római kori kőemlékeihez Komárom: Komárom Megyei Múzeumok Igazgatósága, 2006. 204 p.(Acta Archaeologica Brigetionensia; Ser. I.)Vol. 5.(ISBN 963 229 792 X)
- Római történelem: Szöveggyűjtemény. Budapest: Osiris Kiadó, 2003. 567 p.
- Notitia utraque cum Orientis tum Occidentis ultra Arcadii Honoriique Caesarum tempora. Budapest: Pytheas Kiadó, 2003. 284 p.
- Pannoniai falfestmény: A Négy Évszak, az Idő és a Csillagok ábrázolása egy brigetiói mennyezetfestményen. Budapest: Enciklopédia Kiadó, 2001. 148 p. (Mouseion sorozat; 4.) (ISBN 963-8477-48-2)

### Főbb tanulmányai
- Zwei neue Parade-Brustplatten im Ungarischen Nationalmuseum. Bayerische Vorgeschichtsblätter 55, 1990, 299-307.
- Die Rolle der norditalischen Bevölkerung in der Entwicklung der pannonischen Städte. In: Atti del convegno "Itinerari storico-archeologici nei paesi dell'alto Adriatico e medio Danubio". Istituto Trentino di Cultura. Trento 1990, 43-46.
- Gans oder Adler? Bemerkungen zu den Motiven römischer Paraderüstungen. In: Beiträge zu römischer und barbarischer Bewaffnung in den ersten vier nachchristlichen Jahrhunderten. Marburger Kolloquium 1994. Lublin/Marburg 1994, 145-153.
- "Non castra sed horrea ..." - Bestimmung einer der Funktionen spätrömischer Binnenfestungen. Bayerische Vorgeschichtsblätter 61, 1996, 207-224.
- Női portréval díszített üveggemma. In: Borhy L. - Számadó E.: Válogatás a Szőny-Vásártéri ásatás leleteiből (1992-1995). Kiállítási katalógus. Komárom 1996, 3-10.
- Komárom-Szőny, Brigetio. Polgárváros és temető. Régészetünk jelentős feltárásai 1975-2000. Budapest 2001, 16. o.
- Venus Anadyomene-szobor torzója Savariából. Savaria. A Vas Megyei Múzeumok Értesítője. Pars Archaeologica 25/3 (2000-2001) 2002, 27-36.
- A Notitia utraque cum Orientis tum Occidentis ultra Arcadii Honoriique Caesarum tempora. Budapest, Pytheas Kiadó, 2003. Ókor III. 3., 2004, 87-88.
- Der illusionistische Oculus auf dem Deckengemälde aus Brigetio und das kosmologische Zimmer des Cosmas Indicopleustes. Acta Antiqua Academiae Scientiarum Hungaricae 44, 2004, 305-316.
- "Ein eiserner Helm aus Brigetio (FO: Komárom/Szőny-Vásártér, Ungarn). Anodos. Studies of Ancient World 4-5, 2004-2005 (2006), 35-38.
- Instrumenta scripta Latina et Graeca aus Brigetio: Gemmen und Ringe mit lateinischen und griechischen Inschriften. In: Mayer, M. et alii (ed.): Acta XII Congressus Internationalis Epigraphiae Graecae et Latinae. Barcelona 2007, 185-190.
- Tituli amphitheatrales. In: Kovács, P.-Szabó, Á. (cura): Tituli Aquincenses, Volumen II. Tituli sepulcrales et alii Budapestini reperti. Budapestini MMX, 268-276.
- Amphitheatralia Pannonica I. Die sog. Bauinschrift des Militäramphitheaters von Aquincum. In: Eck, W. – Fehér, B. – Kovács, P. (hrsg. v.): Studia epigraphica in memoriam Géza Alföldy. Antiquitas, Reihe 1, Abhandlungen zur Alten Geschichte, Band 61. Bonn 2013, 51-58.
- Borhy L. (ed.): Bevezetés Schönvisner István: Compendium antiquitatum Graecarum című egyetemi jegyzetéhez. In: Compendium antiquitatum Graecarum ad usum primae humanitatis scholae in regiis per Hungariam adnexasque provincias gymnasiis auctore abbato Stephano Schoenwisner. Az Eötvös Loránd Tudományegyetem Bölcsészettudományi Kara első tankönyveinek facsimile kiadása I. Budapest 2016, I-XXXII.
- Borhy L. (ed.): Bevezetés Schönvisner István: Compendium antiquitatum Romanarum című egyetemi jegyzetéhez. In:Compendium antiquitatum Romanarum ad usum primae humanitatis scholae in regiis per Hungariam adnexasque provincias gymnasiis auctore abbato Stephano Schoenwisner. Az Eötvös Loránd Tudományegyetem Bölcsészettudományi Kara első tankönyveinek facsimile kiadása II. Budapest 2016, I-XXXII.
- Brigetio - egy pannoniai határváros társadalma és kultúrája. Székfoglaló előadások a Magyar Tudományos Akadémián . 2021

## Díjai, elismerései
- Pro Urbe Komárom-díj (1997)[6]
- Kuzsinszky Bálint-emlékérem (2004)[6]
- Akadémiai Díj (2007)[6]
- Gróf Cziráky Antal-díj (2013)[6]
- Komárom város díszpolgára (2014)[6]
- Széchenyi-díj (2020)[3]